# Basilinna
Basilinna  (saffierkolibries) is een geslacht van vogels uit de familie kolibries (Trochilidae) en de geslachtengroep Trochilini (briljantkolibries). Er zijn twee soorten: 
- Basilinna leucotis  – Witoorsaffierkolibrie
- Basilinna xantusii  – Cactussaffierkolibrie